# 伊勢伸平
伊勢 伸平（いせ しんぺい、1965年 - ）は東宝東和常務取締役。宮城県出身。

## 経歴
1990年に東宝に入社。映像本部で宣伝プロデューサーとして活躍。2012年4月1日に宣伝部長となる。2018年4月1日に東宝東和へ出向する。

## 代表作
| 公開年月日 | 公開年月日 | 作品名                                                | 制作（配給） | 役職               |
| ---------- | ---------- | ----------------------------------------------------- | --- | ------------------ |
| 1991年     | 11月16日   | 超少女REIKO                                           | 東宝映画 （東宝） | 宣伝プロデューサー |
| 1992年     | 12月12日   | ゴジラvsモスラ                                        | 東宝映画 （東宝） | 宣伝プロデューサー |
| 1993年     | 4月17日    | 第1回欽ちゃんのシネマジャック 探偵/ハレーム・ノクター | プルミエ・インターナショナル （東宝）                                                                                       | 宣伝プロデューサー |
| 1993年     | 12月11日   | ゴジラvsメカゴジラ                                    | 東宝映画 （東宝） | 宣伝プロデューサー |
| 1994年     | 9月23日    | 第2回欽ちゃんのシネマジャック 蛍の光                  | 石原プロモーション （東宝）                                                                                                 | 宣伝プロデューサー |
| 1994年     | 10月22日   | 四十七人の刺客                                        | 東宝映画 （東宝） | 宣伝プロデューサー |
| 1995年     | 5月27日    | ひめゆりの塔                                          | 東宝映画 （東宝） | 宣伝プロデューサー |
| 1995年     | 9月29日    | 静かな生活                                            | 伊丹プロダクション （東宝）                                                                                                 | 宣伝プロデューサー |
| 2002年     | 7月20日    | 猫の恩返し                                            | 徳間書店 スタジオジブリ ウォルト・ディズニー・インターナショナル・ジャパン 日本テレビ 博報堂 三菱商事 ディーライツ （東宝） |                    |
| 2004年     | 11月20日   | ハウルの動く城                                        | 徳間書店 スタジオジブリ ウォルト・ディズニー・ジャパン 日本テレビ 電通 三菱商事 ディーライツ （東宝）                       |                    |